# Јеврејско женско друштво
Јеврејско женско друштво (енгл. Jewish Women’s Society), основано у Београду 1874. године, прво је женско удружење основано међу Сефардима на Балкану, али и прво женско удружење основано у Србији уопште. Ова организација, као и друге сличне женске организације тога доба, могу се сматрати претечама феминистичких удружења. Већ наредне, 1875. године основано је и Београдско женско друштво.

## Историјат
Јеврејско женско друштво основано је 1874. године у Београду, у тадашњој Јеврејској Мали на Дорћолу. Основала га је неколицина сефардских жена, које су тада успеле да се изборе за оснивање овог првог женског удружења на територији Србије, првог таквог удружења међу Сефардима на Балкану, а из оскудних података до којих се може доћи чини се да је Јеврејско женско друштво уједно и прво удружење сефардских жена на Оријенту. Ова чињеница сведочи како о великом културном и друштвеном напретку јеврејске заједнице у Београду крајем 19. века, тако и о настојањима жена да промене свој социјални статус.
Јеврејско женско друштво регрутовало је чланове међу младим удатим женама. Оне су међу својим пријатељима прикупљале новац који је затим дистрибуиран као помоћ женама у невољи. Друштво у почетку није имало Извршни одбор и Статут, нити су одржавани формални састанци, све до 1905. године. Тада Јелена де Мајо (1876-1942), која је до удаје била наставница у Јеврејској женској школи, постаје први секретар Друштва и почиње да води записнике са састанака на српском језику.
Током Балканских ратова и Првог светског рата чланице Јеврејског женског друштва активно су доприносиле ратним напорима Србије. Показале су свој патриотизам помажући Црвеном крсту у припреми завоја и радећи као медицинске сестре у пољским болницама. Један од водећих чланица Друштва, Наталија Мунк, једна је од најистакнутијих српских добровољних болничарки у свим ратовима које је Србија водила за независност, ослобођење и уједињење, од Српско-бугарског рата 1885. до Првог светског рата. Она је за свој добровољни рад милосрдне сестре болничарке добила бројна признања и одликовања, међу којима и највеће српско војничко одликовање, Карађорђеву звезду са мачевима. Друштво је на себе преузело и обавезу збрињавања ратних удовица и сирочади, као и помоћ у храни и смештају избеглицама и њиховим породицама.
После Првог светског рата Јеврејско женска друштво се реорганизује и знатно проширује своје чланство и програме. На челу друштва налазе се Јелена де Мајо као председница и Софија Алмули као потпредседница. Године 1924. на 50-годишњицу постојања, Друштво је имало 470 чланица. Један од главних пројеката био је отварање Школе за запослене девојке, која је радила од 1919. до 1929. године и у којој су се младе јеврејске девојке обучавале да раде као шваље. У оквиру Друштва оснива се и комитет који се бави организацијом боравка сиромашне и болесне деце на јадранској обали. Организују се популарна предавања о медицинским темама за жене. Друштво сарађује са разним другим јеврејским и нејеврејских институцијама у Београду сау својим програмима и кампањама редовне и хитне помоћи породицама и појединцима којима је помоћ потребна.
Године 1937/38. Друштво је подигло своју зграду и у њој се налазио Дом за бригу о деци, а затим и обданиште у којем је био организован дневни смештај и брига за 80-оро деце од седам сати ујутро до шест увече. Током 1941. године, па све до немачког уништења београдске јеврејске популације ту је била смештена јеврејска болница. Зграда Јеврејског женског друштва постоји и данас на Дорћолу. Налази се у улици Високог Стевана 2 и у њој је смештен Факултет за специјалну едукацију и рехабилитацију Универзитета у Београду (некадашњи Дефектолошки факултет).

## Циљеви Друштва
Јеврејско женско друштво из Београда било је посвећено добротворним, културним и образовним активностима, као и подизању нивоа санитарне свести међу женама. Почело је са пружањем помоћи сиромашним девојкама и удовицама са бебама и децом, да би, каснијим радом и развојем, дало значајну подршку образовању и културном развоју целокупне јеврејске заједнице.

## Публикације
Поводом 50 година постојања Друштво је 1924. године објавило публикацију „Јеврејско женско друштво у Београду (1874-1924)”. Тада је председница Друштва била Јелена де Мајо.